# 豆釘兔
小小兔（ちびうさ），亦稱為Small Lady或小淑女，是武內直子創作的日本動漫作品《美少女戰士》的虛擬角色。她也是系列中的主角之一，於1993年2月3日出版的第13集漫畫《終結與開始—小小的外來者》中登場。她是一個30世紀的小女孩，她返回過去為了尋求水手服戰士們的幫助。後來她長大了數年後回來，為了訓練自己成為水手服戰士Sailor Chibi Moon。
小小兔的真正身分是月野兔跟地場衛於30世紀成為新·希蕾妮蒂女王及安迪美奧國王期間所生的女兒，其官方名字是倩尼迪阿兔公主小淑女（うさぎSLセレニティ）。她在20世紀時被收養成為其母親月野兔的家庭成員，她被稱作「小小兔」以區別她跟月野兔。

## 人物性格
該系列作者武內直子把小小兔描述為喜歡惡作劇的早熟女孩子。她是新倩尼迪女王及安迪美奧國王的女兒。她的真實名字跟其母親一樣，但以「小小兔」來區別兩人。她以粉紅色頭髮的獨特風格而聞名，她頭上如兔耳朵一樣的頭髮顯然地是真實的粉紅色，而不是僅僅為了風格目的而著色；其顏色於漫畫的圖片日記陳述，並在「星光戰士」的單曲中有一首詩是關於她的。

### 年齡
在暴露於銀水晶之下，所有水晶東京的居民都是長生不老的，而小小兔經常的時間旅行使她年齡的近似值進一步複雜化。
小小兔的民事登記和外貌均相約於一個5歲的小孩，她年輕的外表歸因於其身體在5歲的時候莫名其妙地停止了自然衰老過程。然而她擁有一定程度的智力成熟度，這通常不存在於一個5歲的小女孩。在漫畫的第20集中表示，她按時間順序的話已有900歲，這使人們有理由相信她比較20世紀的親生母親更明顯的有智慧、成熟、性格相當認真。她停止了自然衰老過程的原因被認為是由於沒有她被「喚醒」為水手服戰士。這最終都發生於她首次被喚醒為Sailor Chibi Moon。她第一次出場時，其記憶中生日蛋糕出現的蠟燭代表著她大約是5歲，在《美少女戰士SuperS》的「夢想世界」時，她聲稱自己是902歲。在《美少女戰士Crystal》中清楚地指出她已有900歲。當她在稍後時間回來時，她似乎相當於7歲或8歲。漫畫中，在「無限夢想故事」之後，它提到她正就讀二年級；在《美少女戰士Sailor Stars》中，她讀六年級；在美少女戰士平行故事中，她已進入九年級。

### 關係
小小兔的情感關係上發生衝突。儘管她自我意識到月野兔和地場衛是其親生父母，她也沒有立即將二人識別出來，而是抱著懷疑的態度把他們視作陌生人。有證據表明，小小兔很難將阿兔和阿衛視作她的父母，因為她看到二人的現在與未來的個性有很鮮明的對比。然而，值得一提的是他們以新倩尼迪女王與安迪美奧國王的身分將來還有很長的路要走，需要留下足夠的時間來成熟。她對阿兔與阿衛的反應不同於新倩尼迪女王與安迪美奧國王，前者為自發的行為，而後者是更趨尊重。目前還不清楚她是否更喜歡哪一套方式。然而，她總是稱呼其20世紀的父親為「阿衛」，那是阿兔對他深情的暱稱，而小小兔對他總有一種莫名的迷戀，惹得阿兔相當惱怒。
在動畫中，小小兔經常會挑出阿兔更笨手笨腳的事情。在《美少女戰士SuperS劇場版》中，她形容阿兔為「愚笨、大頭蝦和愛哭鬼」；然而在很多情況下，小小兔跟阿兔彼此表達了向對方的關心和愛，例如Sailor Moon在女主人9號奪走小小兔的心靈結晶後崩潰大哭，又或是從陽台上飛身去救她。儘管如此，二人經常吵架，她們往往表現得更像姐妹多於是母女；在漫畫中，儘管兩人互相爭吵，但小小兔顯示出對阿兔的欽佩。有時，在兩人之間建立起母女關係從各種日常生活中的行為表現出來，例如阿兔牽著小小兔的手過馬路等。在《美少女戰士Crystal》中，阿兔與小小兔的對話混合著母親和姐妹時尚的意思。
在阿兔發現小小兔的真實身分之前，小小兔一直受到阿兔的監視，因為她相信小小兔可能是敵人。在整個「黑暗月亮」的發展中，阿兔慢慢的了解到小小兔的行為動機和原因—她對小小兔從痛苦和嫉妒的感情轉移為愛與同情。在《美少女戰士Crystal》中的「黑月帝國」，阿兔對小小兔的到來表示了憤怒，而隨後在尾聲時，阿兔因小小兔的道別而淚流滿面。

### 個性
小小兔在開始時在社交上感到尷尬，但很快受到同學們的歡迎，她在漫畫中曾成為班上的代表。她最初的羞怯可能是歸因於她在30世紀中並沒有戰士的能力而被戲弄。隨著漫畫的進展，她變得逐漸成熟，對自己變得更加自在，對自己作為戰士的能力更加自信。由於她在漫畫中的夢想是成為一位美麗的女士，她的行為往往是以此為基礎。她試圖成為完美主義者並開始嘗試獨自完成所有事情。這種觀點隨著她意識到成熟到底是甚麼及成為一個成年人真正意味著甚麼而發展。在原著的動畫中，她更有判斷力，並不像她於漫畫般成熟。但在《美少女戰士Crystal》中她跟阿兔相處得更好。
小小兔夢想是有一天成為一名真正的淑女，擁有自己的王子，並跟她認識的每個人成為朋友。同時，她是一個相當普通的小女孩；她喜歡顏色為粉紅色和紅色，布丁和薄煎餅和兔子。她最喜歡的學校科目是繪畫，而她最不喜歡的是語言課。在漫畫中，她最不喜歡的食物跟阿兔一樣是胡蘿蔔，但她們在動畫中也會吃胡蘿蔔。小小兔討厭一個人在家留守打理房子，害怕打雷和閃電、鬼魂和吸血鬼、看牙醫、針。她也喜歡收集兔子的東西，並在學校中成為園藝學會的成員。她第一次出現時個子非常矮，但隨著年齡的增長，她的身高會有輕微增長。

## 各方面及形式
小小兔作為一個擁有不同的化身、力量、特殊的能力、變身及永恆延長壽命的角色，她擁有幾乎實質上跨越20世紀和30世紀的漫長壽命，小小兔隨着系列的進展而獲得多方面的身分及別名。

### 小小兔
小小兔是來自未來30世紀水晶東京的公主，她是新倩尼迪女王與安迪美奧國王唯一的女兒。由於她的母親跟黑月帝國的戰鬥中失去了知覺，而她接觸幻之銀水晶的時候，銀水晶突然消失，於是她用時空之門來到20世紀尋找美少女戰士，希望以20世紀的銀水晶來拯救她的母親。其後小小兔跟美少女戰士們來到30世紀水晶東京，豈料在韋之文的誘騙下成為了邪惡的部下Black Lady，然而Sailor Moon的銀水晶使她回復原形，並發現30世紀的銀水晶藏於其體內......在《美少女戰士S》中小小兔再度回到20世紀，目的是修練成為美少女戰士，期間她跟土萌螢結為好友。到了《美少女戰士SuperS》，她在夢中遇上獨角天馬艾里奧斯，原本這匹獨角天馬只是躲進她的心靈中尋求庇護，但後來艾里奧斯對她產生了特別的感情，她也對艾里奧斯產生了好感（雙方互吻過），她在12歲的時候返回到30世紀（漫畫版中讓亞瑪遜四重奏成為她未來的戰友）。

### 水手服戰士
Sailor Chibi Moon是小小兔的水手服戰士身分，她的制服類似於Sailor Moon的制服，主要以櫻花般的粉紅色及紅色為主要顏色，以小小的心形作突出的主題，後來加入新月及星形。由於她的身材矮小，她的制服上的某些細節略有縮減，使她的身軀變得更高和更成熟。她於整個系列中有不同的稱號，包括：公主戰士、戰士學徒和訓練中的戰士。作為Sailor Moon與禮服幪面俠的女兒，她展現了父母雙方在戰鬥中的特質。她的性格跟她變身前的性格並沒有甚麼不同，儘管她在這種形式下無法獲得某些技能。在漫畫中，Sailor Chibi Moon的力量是重要的，能夠摧毀和殺掉敵人。她與Sailor Moon經常將攻擊跟她結合作串聯進攻，有一項攻擊則與禮服幪面俠一起進行。在系列的後期，她很明顯暗示自己未來將會跟她的王子結婚—艾里奧斯（Helios）。在整個漫畫中，她會長大成為水手服戰士並有自己的守護者—亞瑪遜四重奏，最終拯救了Sailor Moon的性命。
在動畫中，小小兔被塑造成一個對她的敵人幾乎沒有影響力的喜劇角色。她主要使用分心術並飾演副角色，而不是對水手服戰士們直接有用的角色。雖然她的力量是特別基於Sailor Moon的話語，但她更像是其父親使人分心而不是有效的攻擊。在電影中，她把自己的力量與父母的聯繫在一起，但這並非出現於電視的系列中。她很明顯的確實擁有一些真正的原始力量，如第81集的最後戰鬥中使用銀水晶。然而，當她將自己的力量用作水手服戰士時，這很少發揮作用。
在《美少女戰士音樂劇》中，小小兔的力量是基於動畫及漫畫的化身。在《最後的德古拉最終章（Last Dracul）》中，她獨自前往敵人的藏身之處，只是讓她的攻擊失敗；在《最終戰役／特蘭西瓦尼亞森林（Transylvania no Mori）》的修訂版中，她感到遺憾的是，在處理亞瑪遜四重奏時，她感嘆道來自類似紅光綠光遊戲中的短語比她最強大的攻擊更有用。相反，在同一部音樂劇中，她能夠把她的力量與Sailor Moon的結合起來作多次強大的攻擊，以傷害／治癒敵人。她只有在動畫的第四季中才能獲得更重要的角色，飛馬艾里奥斯給她一個新的變身鏡盒—首次成為超級Sailor Chibi Moon，使她成為唯一一個能夠召喚他的人，以協助Sailor Moon執行對擊敗敵人爪牙的攻擊。
隨著她變得更強壯，Sailor Chibi Moon獲得額外的力量，並且在關鍵的時候在她的制服上的變化來反映了這一點。第一個變化首先見於漫畫的第33集，當未來的聖盃容許她變身成為超級Sailor Chibi Moon。後來，艾里奥斯給她變身鏡盒，讓她在沒有聖杯的情況下進行變身。在動畫的第128集中，這個禮物使她首次成為超級Sailor Chibi Moon。第三個變化，僅限出現於漫畫的第42集裡，那個形式未被命名，但類似於永恆Sailor Moon（有翅膀那種）。

### Small Lady
小小兔在的月亮王國中的整個名字是倩妮迪小淑女阿兔公主（プリンセス・うさぎSLセレニティ Princess Usagi Small Lady Serenity），其官方姓名和頭銜經常被她的父母及朋友縮短為為Small Lady（或小淑女），這亦是她在30世紀時的稱號。在漫畫中，這種形式更頻繁地出現並得到更多解釋。這是她父母給她的名字，所以她經常用這個名字來表明自己是來自未來的人。
除了王室成員及其朋友和同伴以此稱呼她外，唯一會使用這個稱呼的就是貓咪戴安娜，牠會定期跟Small Lady通訊並以日本敬語來表明小小兔的公主身分。她的公主形式也出現在《藝術書第四冊》及《材料收藏》中，她被繪畫到一眾穿著特定禮服的水手服戰士當中，她穿著一件與眾不同的淺粉色禮服。
在動畫中，並未提名她的名字—Small Lady從何而來，但亦是只有王室成員及朋友使用該稱呼。其主要的稱呼為小小兔，她甚至在20世紀時要求阿刹稱她為小小兔而不是Small Lady。當小小兔需要比變身前或戰士形式更多的力量時，她就會變身成她的公主形式，這類似於她的父母需要更多力量時便會變身成為安迪美奧王子及倩妮迪公主。在這種形式下，她穿著與倩妮迪公主相同的禮服和首飾，只是較細小的。這情況發生過兩次，分別在第二及第四輯的最後戰鬥中。小小兔跟其母親一樣，她於《美少女戰士SuperS》的高潮期間長出一雙運作良好的天使翅膀。她隨著阿兔（即倩妮迪女王）之後這樣做，當她們一起向下墮時抓住她，而兩人與艾里奧斯（Helios）互相磁撞。這不知道她是否自己長出的翅膀或是阿兔的，抑或是還是艾里奧斯的幫助。
未來的Small Lady（小小兔）未變身前亦以穿著公主禮服的姿態現身，所以這個形式並不是唯一適用於增強的版本。
在漫畫的第40集，據說當小小兔的年紀長大了的時候，她將會成為「倩妮迪小淑女公主」。這個形式出現於《藝術書第四及第五冊》中，以及艾里奧斯的夢中。最後，當敵人被擊敗，艾里奧斯於飛馬座的背面真正的離開了，小小兔自己認為當她長大後，他便會成為她的「王子」。雖然小小兔在第158集中跟阿兔對換了年齡，但在動畫中從未顯示或提及過她這種長大了的未來形式。

### Black Lady

小小兔的Black Lady形象。

在《美少女戰士R》尾聲的黑月帝國故事篇章期間，小小兔於時空風暴中迷失，然後被韋之文發現，並用黑魔法所控制她本人與意識，把她變成了他的代理人Black Lady(黑色淑女)。注入了邪惡的黑水晶能量使她的額上出現黑色月亮的印記。成為了Black Lady的小小兔身體就像成年女性一樣，喜歡穿著蟬翼紗和綢緞的連衣裙，配戴著黑色水晶耳環，她的頭髮比阿兔的還要長。
Black Lady迷戀著阿衛，當他隨著小小兔進入時空風暴時，她就把禮服幪面俠綁架，使他成為其僕人。在《美少女戰士Crystal》中，Black Lady也是以一個陰暗的倒影出現以侮辱勞柏活士讓韋之文把他殺掉。她後來向狄文王子及沙菲爾王子透露自己的事，並在邪惡的黑水晶反應器崩潰後，把兩人帶到韋之文跟前。Black Lady後來直接面對水手服戰士們以奪去她們的銀水晶，放棄了自己與生俱來的權利以召喚額外的邪惡黑水晶的夾盤，加速了30世紀地球的毀滅。但是當Sailor Pluto準備犧牲自己來阻止狄文王子利用兩顆銀水晶意外地摧毀了整個宇宙，Black Lady就想起自己跟冥王星戰士的友誼，於是在感情上崩潰了。Black Lady極度痛苦的哭泣喚醒了未來銀水晶的力量，擺脫了韋之文對她的控制，小小兔恢復了原來的狀態，並於90年代動畫的《美少女戰士S》中重新煥發成為Sailor Chibi Moon。
在動畫的原作中，當她的玩具露娜P認出她時，它就會變為武器化，而她的記憶便會被大大地扭曲，以至於她認為自己不被父母所疼愛，並賦予自己殺掉他們以及水手服戰士們的動力。當Sailor Moon以新倩妮迪女王的模樣出現並擁抱她時，Black Lady就被淨化變回小小兔。
Black Lady的角色亦有出現於《美少女戰士音樂劇》的《Tanjou! Ankoku no Princess Black Lady》及其修訂版《Tanjou! Ankoku no Princess Black Lady [Kaiteiban] -Wakusei Nemesis no Nazo-》中。
在《美少女戰士：另一個故事》的電子遊戲中，即使小小兔以玩家身分操作時，Black Lady仍然成為終極大魔王。

## 特別技能與力量

### 露娜P
從小小兔的第一次出場，她的主要工具是她稱為「露娜P」的貓臉橡膠球。「露娜P」是一個跟露娜非常相似的機械物品，它成為了小小兔的最親密的朋友，並擔任她的守護者。它也可以用作通信設備，特別是跟冥王星一起使用，並且小小兔可能需要使用特殊的咒語變成其他物品，例如漫畫中的「露娜P變身」或動畫中的「露娜P貓咪魔法」。漫畫版及《Crystal版》中描繪小小兔在原創動畫中拍打露娜P以用作武器，而Black Lady以黑暗水晶的力量重寫了它的編程。

### 時空之鑰
小小兔利用Sailor Pluto給她的時空之鑰（漫畫中的她是偷回來的）以在不同的時間點之間穿梭。她透過舉起時空之鑰並大喊：「時空守護者啊。時空的大門，在天空之前，請給我把它打開！我以全能的上帝之名—我的父親的父親柯羅諾斯，帶領我吧，保護我。對我而言的光明之路！ 」

### 粉紅月光棒
小小兔並沒顯示她使用「無輔助的」力量，直至她激活一個特殊裝置並大喊出其變身口號以變身成為水手服戰士。最初這個口號是：「月棱鏡力量，變身！」在第二輯故事的漫畫中，她在尾段成為水手服戰士，而在動畫中，這發生於畫面之外，並直至《美少女戰士S》的中途才會顯現出來。她最初在動畫中並沒有完整的變身程序。
在漫畫中，Sailor Chibi Moon的首個水手服戰士的攻擊是使用未來的月光棒（類似於Sailor Moon的新月棒）與Sailor Moon一起施展「月公主華光」，以摧毀死亡幻影。

### 聖盃
在漫畫的第三輯尾聲時，小小兔透過利用來自未來的聖盃以替自己暫時升級到超級美少女戰士的形式來協助超級Sailor Moon。直至第四輯故事時，兩人都不能夠單以自身之力保持這個樣式，每當她們透過「月稜鏡力量，變身！」時，都需要飛馬授權她們使用超級模式。在動畫中，這是小小兔首次使用她的導超級模式，並在整個系列的第四輯中，她跟Sailor Moon共用同一個變身程序。《美少女戰士SuperS劇場版》。她們合力摧毀黑暗帝國。在第三輯故事中，她使用自己的新月棒（在動畫中稱為粉紅月亮棒）使出她的第一個個人力量的攻擊—粉紅甜蜜愛心攻撃。這個攻擊在漫畫中是相當有效的，然而在動畫中其效用幾乎是無用的，主要只是用於喜劇效果。它通常缺乏足夠的射程來擊中怪物，或是根本無法啟動。它所造成的傷害或許足以粉碎玻璃。

### 飛馬神器
Sailor Chibi Moon在第四輯故事中得到飛馬艾里奧斯的強化，牠在其夢中的「黃金之鏡」裡避難。艾里奧斯給她一個新的變身方式（動畫中跟阿兔共用），並給了她兩個跟他聯繫的特殊物品：用作簡單溝通的聖杯燈，以及能夠在戰鬥中召喚他的水晶鐘琴。使用後者，配合她的舊粉紅新月棒，並保留其所有力量，她透過大喊：「閃爍光環呼喚」來召喚飛馬。這讓Sailor Moon能夠加強並作出最終一擊。此外，Sailor Chibi Moon只在動漫中被賦予金色水晶，她用它來呼喚夢中的力量。在漫畫中，小小兔還簡要地委託海王美智留的「深水之鏡」，那是海王美智留的護身符，可以用它傳送到海王星戰士的位置。
她跟禮服幪面俠一起進行的「粉紅甜蜜禮服攻擊」，並繼續偶爾加入Sailor Moon後來的一次性攻擊，包括「彩虹雙月愛心攻擊」及「星光蜜月雙倍治療之吻」，在動畫中使用「月光華麗冥想」，這只是使用「幻彩星光棒（Kaleido Moon Scopes）」的一種聯合力量，這是阿衛給予她們的力量，然而在動畫中的是飛馬艾里奧斯。她還使用了幾個一次性的喜劇效果攻擊，包括使用「大蒜攻擊」來對付吸血鬼、跟Sailor Moon一起飛踢，以及利用她的髮夾把她哭泣的聲音放大得震耳欲聾。

### 粉紅水晶
僅於漫畫的第四輯故事尾聲，未來的銀色水晶演變成小小兔自己的粉紅月亮水晶，並獲得轉變為她的第三種戰士模式，也是最強大的戰士形式。當她與她的守護者亞瑪遜四重奏從最後的故事中的未來返回時，她們聯合起來施展「粉紅淑女冰凍之吻」。

## 發展
把阿兔的孩子加入《美少女戰士》的故事情節中，以及小小兔的名字為「小阿兔」意思，這些都是武內直子的編輯大野文雄（Fumio Osano）的意思。武內直子表示，小小兔的頭髮除了像阿兔的那樣有髮髻和將會是粉紅色外，她並沒有多想看起來會如何；並且她利用小小兔的娃娃作為頭髮的參考。小小兔作為水手服戰士首次出現在故事的番外篇裡，在Sailor Chibi Moon首次亮相於漫畫前的一年半。在第一張圖片日記中，小小兔被Sailor Moon及Sailor Venus救起，並在當晚夢中想著自己成為了一名「愛與正義的戰士」。她自稱為「小小兔月亮戰士」，和穿著跟她後來所穿的略有不同的制服出現，最著名的包括斗篷。
武內直子掙扎著決定Black Lady的名字，最初稱她為「黑皇后」，並保留其孩子般的樣貌。武內直子還指出在動畫中的Black Lady連身裙上的腿部開衩，比在漫畫中的更具啟發性，令她震驚的事是她想知道Black Lady在畫作中是否走得太遠了。

### 變身
| 美少女戰士R       | 時空の守人よ。時空の扉、天空をさき、我に開け放て！ 我は真の名を呼ぶ。全能なる時の神、守人の父クロノスよ。我を導きたまえ、我を守りたまえ。光の道を我に！ | 時空守護者啊。時空的大門，在天空之前，請給我把它打開！ 我以全能的上帝之名—我的父親的父親柯羅諾斯，帶領我吧，保護我。對我而言的光明之路！ |
| 正式的變身咒語    | | |
| 美少女戰士S       | ムーン・プリズムパワー！メイクアップ！ | 月棱鏡力量，變身！（此亦是漫畫中的變身咒語）                                                                                             |
| 美少女戰士SuperS  | ムーン・クライシス！メイクアップ！ | 月光幻彩，變身！ |
| 美少女戰士Crystal | ピンクムーン・クリスタル・パワー！メイクアップ！ | 粉紅月水晶力量，變身！（此亦是漫畫中的變身咒語）                                                                                         |

### 道具／武器
- 粉紅蜜糖愛心棒
- 水晶聖鈴

### 必殺技

#### 動畫版
| 90年代動畫版 | 90年代動畫版 | 90年代動畫版            | 90年代動畫版      | 90年代動畫版          | 90年代動畫版     | 90年代動畫版      |
| 初次出現回數 | 日文原版     | 英語                    | 台灣翻譯 (華視)   | 台灣翻譯 (MOMO親子台) | 香港翻譯 (TVB)   | 香港翻譯 (VHS/LD) |
| --- | ------------ | ----------------------- | ----------------- | --------------------- | ---------------- | ----------------- |
| 103 |              | Pink Sugar Heart Attack | 粉紅糖果·心電攻擊 | 粉紅蜜糖愛心攻撃      | 粉紅甜蜜愛心攻撃 | 粉紅甜心攻擊      |
| 粉红愛心權杖前端的愛心裝置發射出一連串的粉红愛心光環不斷攻擊敵人。此招式發射失敗的頻率較高，瞄準敵人後需要停頓一會才能發出攻擊。                                         |              |                         |                   |                       |                  |                   |
| 130 |              | Twinkle Yell            | 飛馬神光·發射     | Twinkle Yell          | 閃爍光環呼喚     |                   |
| 雙手十指緊扣作出祈禱的姿勢，向天馬作出呼喚：「求求你，天馬！請你守護大家的夢想吧！」，然後以水晶聖鈴召喚天馬。                                                           |              |                         |                   |                       |                  |                   |
| Crystal（新版動畫） |              |                         |                   |                       |                  |                   |
| 初次出現回數 | 日文原版     | 英語                    | 台灣翻譯 (台視HD) |                       | 香港翻譯 (ViuTV) |                   |
| 31 |              | Pink Sugar Heart Attack | 粉紅砂糖愛心攻撃  |                       | 粉紅甜蜜愛心攻撃 |                   |
| 新版和舊版動畫使用同樣的招式。手握粉紅愛心權杖在轉圈的過程中，粉紅愛心權杖的前端釋放出一串小型的粉紅愛心能量彈，隨後做出攻擊的姿勢使圍繞自身的粉紅愛心能量彈向敵方飛去。 |              |                         |                   |                       |                  |                   |

#### 漫畫版
| 日文原版 | 英語                      | 大然文化           | 天下出版             | 中国对外翻译出版                 |
| -------- | ------------------------- | ------------------ | -------------------- | -------------------------------- |
|          | Pink Sugar Heart Attack   | 粉紅砂糖愛心攻擊   | 粉紅甜心攻擊         | 粉紅心·月亮棒·攻擊               |
|          | Pink Sugar Tuxedo Attack  | 粉紅砂糖晚礼服攻擊 | 粉紅甜心礼服混合攻擊 | 粉红月亮心，礼服蒙面侠发起攻击！ |
|          | Twinkle Yell              | 交叉旋轉·力量      | 閃星吊鐘             | 飞奔而至吧·助威                  |
|          | Pink Lady's Freezing Kiss | 粉红淑女冰冻之吻   | 粉红淑女冰冻之吻     | 粉紅色·淑女·冷凍發射             |

## 聲演及演出
在原創的日本動畫系列中，小小兔是由荒木香惠聲演，而在《美少女戰士Crystal》中，她的角色由福圓美里聲演。
在美少女戰士音樂劇中，小小兔角色經常被雙重飾演，並由16位女演員飾演，包括：宮川愛（Ai Miyakawa）、川崎真央（Mao Kawasaki）、白井珠希（Tamaki Dia Shirai）、
竹中夏海（Natsumi Takenaka）、郡司彩乃（Ayano Gunji）、伊澤有梨須（Arisu Izawa）、高畠華澄（Kasumi Takabatake）、山本愛星（Aisha Yamamoto）、大田娜娜米（大田ななみ Nanami Ota）、宮崎諾埃爾（Noël Miyazaki）、大野真緒（Mao Ono）、堀田實那（Mina Horita）、大崎望繪（Moe Osaki）、神田愛莉（Airi Kanda）及 久家心（Kokoro Kuge）。
多年以後，川崎真央繼續描繪她邪惡的成年形象Black Lady的角色。這個角色也由中丸紫苑（Shion Nakamaru）及 伊藤優衣（Yui Ito）飾演。飾演小小兔角色時間最長的演員郡司彩乃，指出《美少女戰士》的動漫是第一位，而她很高興能看到這個節目。她還表示當她能夠穿著Chibi Moon的服裝時她變得更快樂，並希望能夠像小小兔一樣積極地生活。
小小兔並沒有出現於美少女戰士真人版劇集系列當中。

## 評價
《美少女戰士》的官方角色人氣民意調查把小小兔、Sailor Chibi Moon、Small Lady及Black Lady分作多個獨立的個體作投選。1993年，在50個選擇中，小小兔成為了最受歡迎的角色，Black Lady是最受歡迎的角色第13位，而小小兔的玩具露娜P則列於最受歡迎角色的第17位。在1994年，在51個選擇中，Sailor Chibi Moon是最受歡迎角色的第2位，小小兔則是最受歡迎角色的第8位，而露娜P成為最受歡迎角色的第26位。在1996年初的51個選擇中，Sailor Chibi Moon再度成為最受歡迎角色的第2位，小小兔位列第11位，而Small Lady長大後成為了倩妮迪淑女公主（Princess Lady Serenity）則位於最受歡迎角色的24位。
儘管如此，小小兔被作者喬納森·克萊門茨（Jonathan Clements）和海倫·麥卡菲（Helen McCarthy）描述在日本觀眾中是「不受歡迎的」，至少在動畫中也是如此。